# Sarcophaga coei
Sarcophaga coei är en tvåvingeart som först beskrevs av Boris Borisovitsch Rohdendorf 1966.  Sarcophaga coei ingår i släktet Sarcophaga och familjen köttflugor.
Artens utbredningsområde är Nepal. Inga underarter finns listade i Catalogue of Life.